# Peter Falkner
Pour les articles homonymes, voir Falkner (homonymie).
Peter Falkner est un maître escrimeur allemand du XVe siècle, actif aux environs de 1470 ou 1480. Il est influencé par Paulus Kal.
Il est l'auteur d'un traité d'escrime, nommé  KK 5012, conservé au Kunsthistorisches Museum à  Vienne.